# Joseph Roelants
Joseph Charles Roelants (4 november 1881 - 7 augustus 1962) was een Vlaamse kunstenaar, die vooral bekendheid verwierf voor het ontwerpen van keramische tegels.

## Leven en werk[1]
Joseph Roelants interesseerde zich vooral in de toegepaste kunst. Tijdens de Eerste Wereldoorlog week hij uit naar het Verenigd Koninkrijk en werkte er in de vliegtuigindustrie.
In 1919 vestigde hij zich in Hemiksem en ging ontwerpen voor de keramiekfabriek Gilliot & Cie. Hij ontwierp decoratieve panelen en werd hoofd van het decoratieatelier. Zijn werk evolueerde mee met de mode en werd vaak als gedurfd en modern ervaren.
In 1935 ontwierp hij het "Gilliotpaviljoen" voor de wereldtentoonstelling in Brussel, waar hij op veel bijval kon rekenen.
In 1946 ging hij op pensioen, maar hij bleef als zelfstandige actief tot 1957.

## Erfenis
Veel van zijn werk wordt tentoongesteld in het Gilliot & Roelants Tegelmuseum in Hemiksem. In die gemeente werd ook een straat naar hem genoemd: de Joseph Roelantslaan.